# Antônio Fernando Brochini
Antônio Fernando Brochini (Rio Claro, 10 novembre 1946 – Uberlândia, 15 marzo 2024) è stato un vescovo cattolico brasiliano.

## Biografia
Antônio Fernando Brochini nacque il 10 novembre 1946 a Rio Claro, nello stato di San Paolo.
Nel 1958 entrò nella Scuola Apostolica Santa Cruz degli stimmatini a Ribeirão Preto, e proseguì gli studi liceali presso l'Instituto Missionário Venerável Gaspar Bertoni. Concluse gli studi nel 1967 a Campinas, dove studiò filosofia presso l'Istituto Stimmatino. Frequentò in seguito la Pontificia Università Cattolica di Campinas, dove si laureò in pedagogia, specializzandosi poi in amministrazione scolastica e vigilanza educativa nel 1970. Studiò poi teologia presso l'Istituto João XXIII a San Paolo fino al 1973 e contemporaneamente fu nominato vicedirettore dell'Istituto magistrale Sagrada Família a São Caetano do Sul.

### Ministero sacerdotale
Fece la professione di fede per gli stimmatini il 3 febbraio 1973 e venne ordinato presbitero l'8 dicembre dello stesso anno.
Dopo l'ordinazione sacerdotale fu nominato formatore per il seminario minore di Morrinhos nonché superiore locale e generale per la provincia stimmatina del Goiás dal 1974 al 1988. Fu poi direttore del Ginásio Senador Hermenegildo Moraes dal 1978 al 1979, maestro dei novizi dal 1986 al 1987, formatore degli studenti professi stimmatini e direttore dell'Instituto de Filosofia e Teologia de Goiás (IFITEG) nel 1988, superiore provinciale a Brasilia e Morrinhos dal 1988 al 1994 e parroco della parrocchia di Nossa Senhora do Carmo, a Morrinhos dal 1990 al 1991. Infine, fu formatore degli studenti di filosofia e direttore Amministrativo dell'IFITEG dal 1994 al 1997 e superiore provinciale a Goiânia dal 1997 al 2001.

### Ministero episcopale
Il 12 dicembre 2001 papa Giovanni Paolo II lo nominò vescovo coadiutore di Jaboticabal. Ricevette l'ordinazione episcopale il 3 marzo 2002 per imposizione delle mani del vescovo Luiz Eugênio Perez. Succedette al governo della diocesi il 25 giugno 2003.
Aveva retto la diocesi per 11 anni quando il 15 ottobre 2014 papa Francesco lo nominò vescovo di Itumbiara.
Prese possesso della diocesi il 3 gennaio 2015. Durante gli anni del suo ministero si prodigò particolarmente per la coordinazione missionaria degli stimmatini e per assicurare la buona formazione dei seminaristi.
Resse la diocesi per 8 anni e mezzo, ritirandosi per raggiunti limiti d'età il 13 luglio 2023. Morì a Uberlândia il 15 marzo 2024 all'età di 77 anni a causa di una leucemia mieloide acuta.

## Genealogia episcopale e successione apostolica
La genealogia episcopale è:
- Cardinale Scipione Rebiba
- Cardinale Giulio Antonio Santori
- Cardinale Girolamo Bernerio, O.P.
- Arcivescovo Galeazzo Sanvitale
- Cardinale Ludovico Ludovisi
- Cardinale Luigi Caetani
- Cardinale Ulderico Carpegna
- Cardinale Paluzzo Paluzzi Altieri degli Albertoni
- Papa Benedetto XIII
- Papa Benedetto XIV
- Papa Clemente XIII
- Cardinale Bernardino Giraud
- Cardinale Alessandro Mattei
- Cardinale Pietro Francesco Galleffi
- Cardinale Giacomo Filippo Fransoni
- Cardinale Carlo Sacconi
- Cardinale Edward Henry Howard
- Cardinale Casimiro Gennari
- Arcivescovo Pellegrino Francesco Stagni, O.S.M.
- Arcivescovo Henry Joseph O'Leary
- Cardinale James Charles McGuigan
- Cardinale Umberto Mozzoni
- Vescovo Luiz Eugênio Perez
- Vescovo Antônio Fernando Brochini, C.S.S.

La successione apostolica è:
- Vescovo José Lanza Neto (2004)